# 荒川敦
荒川 敦（あらかわ あつし）は日本の総務官僚。

## 来歴
福島県福島市出身。福島県立福島高等学校を経て、1982年東京大学法学部卒業、自治省入省。愛知県総務部地方課長、石川県総務部長、兵庫県企画管理部長等を歴任し、2011年から滋賀県副知事を務めた。退官後、消防防災科学センター理事長。

## 略歴
- 1982年4月：自治省入省
- 1998年4月：石川県企画開発部長
- 1999年4月：石川県総務部長
- 2004年5月：兵庫県企画管理部長
- 2006年4月：国土交通省航空局飛行場部環境整備課長
- 2008年8月：国土交通省航空局空港部環境・地域振興課長
- 2008年8月：総務省自治行政局選挙部選挙課長
- 2010年7月：消防庁総務課長
- 2011年7月：滋賀県副知事
- 2013年7月：衆議院事務局調査局総務調査室首席調査官
- 2015年1月：衆議院事務局調査局第二特別調査室首席調査員兼務
- 2015年10月：衆議院事務局調査局第二特別調査室長
- 2019年7月：退職

## 著書
- 『逐条解説公職選挙法 上』ぎょうせい 2009年
- 『逐条解説公職選挙法 下』ぎょうせい 2009年